# 森和亮
森 和亮（もり かずすけ、1933年1月9日 - ）は日本の牧師。新改訳聖書のペテロの手紙第一第二を翻訳した。牧師業の傍ら、共立女子聖書学院の理事長として、神学教育に長年仕えた。
モーツァルトの愛好家としても知られる。

## 経歴
- 1933年栃木県出身。東京大学農学部卒。
- 1958年　誕生したばかりの聖書神学舎に入学。
- 1960年　聖書神学舎卒業後日本長老教会・横浜山手キリスト教会二代目牧師に就任する。前任は山口昇。
- 1961年聖書神学舎卒業。4月6日共立女子聖書学院の新学期修養会に招かれ説教をした。
- 1962年　新改訳の翻訳者に選ばれ、ペテロの手紙第一第二を翻訳した。
- 1975年4月より、1979年の閉校まで、共立女子聖書学院の理事長を務めた。
- 1977年4月　再び共立女子聖書学院の新学期修養会に招かれ説教をした。
- 1978年10月20日に、共立女子聖書学院の代表として、学校法人・東京キリスト教学園の理事に選ばれ、安藤仲市、岡村又男、吉持章、岩井清、丸山忠孝たちと東京キリスト教学園の運営に参加した。
- 1979年4月　共立女子聖書学院が最後の四名の卒業生を送り出した後、森と岩井清、斎藤篤美らは月二回集まり「婦人伝道者論」を共同討議した。森は「教会史よりみた婦人伝道者」という題で発題する。6月25日に第一回記念館ゼミナールの講師に招かれて講演する。
- 1983年2月　共立基督研究所の第六回共立セミナーの講師を務める。
- 1988年5月より1992年まで、東京キリスト教学園の理事と評議員を勤める。
- 2007年　横浜山手キリスト教会牧師を退職する。

## 著書
- 「ルツ記」『実用聖書注解』いのちのことば社
- 「伝道者の書」『実用聖書注解』いのちのことば社